# Torneig Internacional de Tennis Femení SolGironès
El Torneig Internacional de Tennis Femení SolGironès, també conegut com Open Internacional Femení SolGironès, és un torneig de tennis professional que es disputa anualment sobre terra batuda a La Bisbal d'Empordà, Catalunya, dins la categoria WTA 125. Es celebra al mesos de maig i juny, coincidint amb la segona setmana del Torneig de Roland Garros.
La primera edició del torneig es va celebrar l'any 2016 en el Club Esportiu CT La Bisbal de La Bisbal d'Empordà dins la categoria ITF 10K. L'any 2023 va pujar de categoria per entrar al circuit WTA 125.

## Palmarès

### Individual femení
| Any         | Campiona                                          | Finalista                                         | Resultat                                          |
| ----------- | ------------------------------------------------- | ------------------------------------------------- | ------------------------------------------------- |
| WTA 125     |                                                   |                                                   |                                                   |
| 2025        | Darja Semenistaja                                 | Dalma Gálfi                                       | 5−7, 6−0, 6−4                                     |
| 2024        | Maria Lourdes Carle                               | Rebeka Masarova                                   | 3−6, 6−1, 6−2                                     |
| 2023        | Arantxa Rus                                       | Panna Udvardy                                     | 7−6(2), 6−2                                       |
| Circuit ITF |                                                   |                                                   |                                                   |
| 2022        | Wang Xinyu                                        | Erika Andreeva                                    | 3−6, 7−6(0), 6−0                                  |
| 2021        | Irina Khromacheva                                 | Arantxa Rus                                       | 6−4, 1−6, 7−6(8)                                  |
| 2020        | Torneig suspès a causa de la pandèmia de COVID-19 | Torneig suspès a causa de la pandèmia de COVID-19 | Torneig suspès a causa de la pandèmia de COVID-19 |
| 2019        | Wang Xiyu                                         | Dalma Gálfi                                       | 4−6, 6−3, 6−2                                     |
| 2018        | Kathinka von Deichmann                            | Sara Sorribes Tormo                               | 6−3, 3−6, 6−3                                     |
| 2017        | Georgina García Pérez                             | Estrella Cabeza Candela                           | 6−2, 0−6, 6−4                                     |
| 2016        | Renata Zarazúa                                    | Irene Burillo Escorihuela                         | 6−7(3), 6−1, 6−4                                  |

### Dobles femenins
| Any         | Campiones                                         | Finalistes                                        | Resultat                                          |
| ----------- | ------------------------------------------------- | ------------------------------------------------- | ------------------------------------------------- |
| WTA 125     |                                                   |                                                   |                                                   |
| 2025        | Magali Kempen Anna Siskova                        | Darja Semenistaja Nina Stojanovic                 | 7−6(1), 6−1                                       |
| 2024        | Miriam Kolodziejova Anna Siskova                  | Tímea Babos Dalma Gálfi                           | Renúncia                                          |
| 2023        | Caroline Dolehide · Diana Shnaider                | Aliona Bolsova Rebeka Masarova                    | 7−6(5), 6−3                                       |
| Circuit ITF |                                                   |                                                   |                                                   |
| 2022        | Victoria Jiménez Kasintseva Renata Zarazúa        | Alicia Barnett Olivia Nicholls                    | 6−4, 2−6, [10−8]                                  |
| 2021        | Valentina Ivakhnenko Andreea Prisăcariu           | Mona Barthel Mandy Minella                        | 6−3, 6−1                                          |
| 2020        | Torneig suspès a causa de la pandèmia de COVID-19 | Torneig suspès a causa de la pandèmia de COVID-19 | Torneig suspès a causa de la pandèmia de COVID-19 |
| 2019        | Arina Rodiónova Storm Sanders                     | Dalma Gálfi Georgina García Pérez                 | 6−4, 6−4                                          |
| 2018        | Jamie Loeb Ana Sofía Sánchez                      | Yvonne Cavallé Reimers Chiara Scholl              | 6−3, 6−2                                          |
| 2017        | Olesya Pervushina Valeriya Strakhova              | Jaqueline Cristian Renata Zarazúa                 | 7−5, 6−2                                          |
| 2016        | Irene Burillo Escorihuela Ksenija Sharifova       | Anđela Novčić Natasha Piludu                      | 7−5, 6−4                                          |